# Claus von Wagner

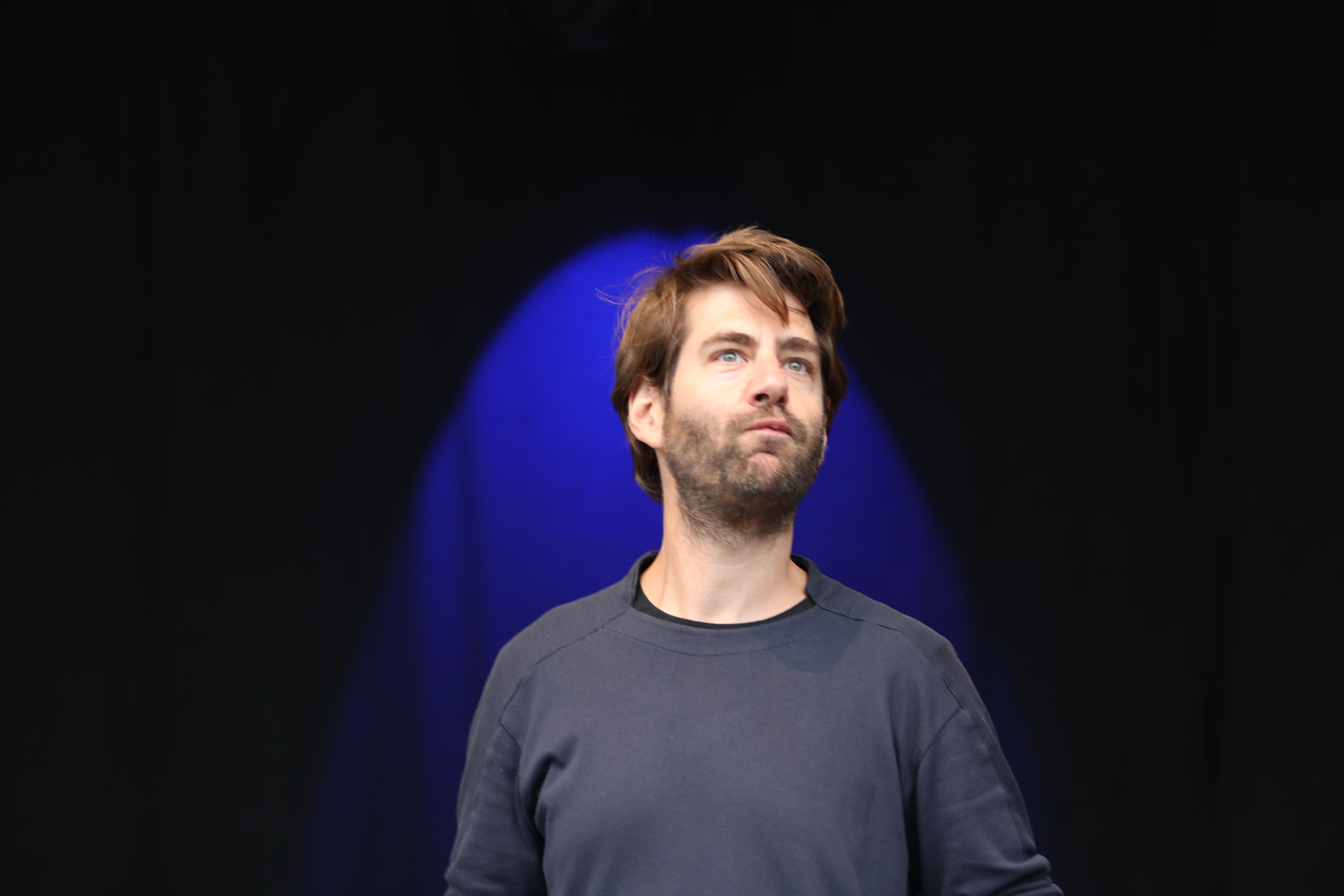
Claus von Wagner, 2018

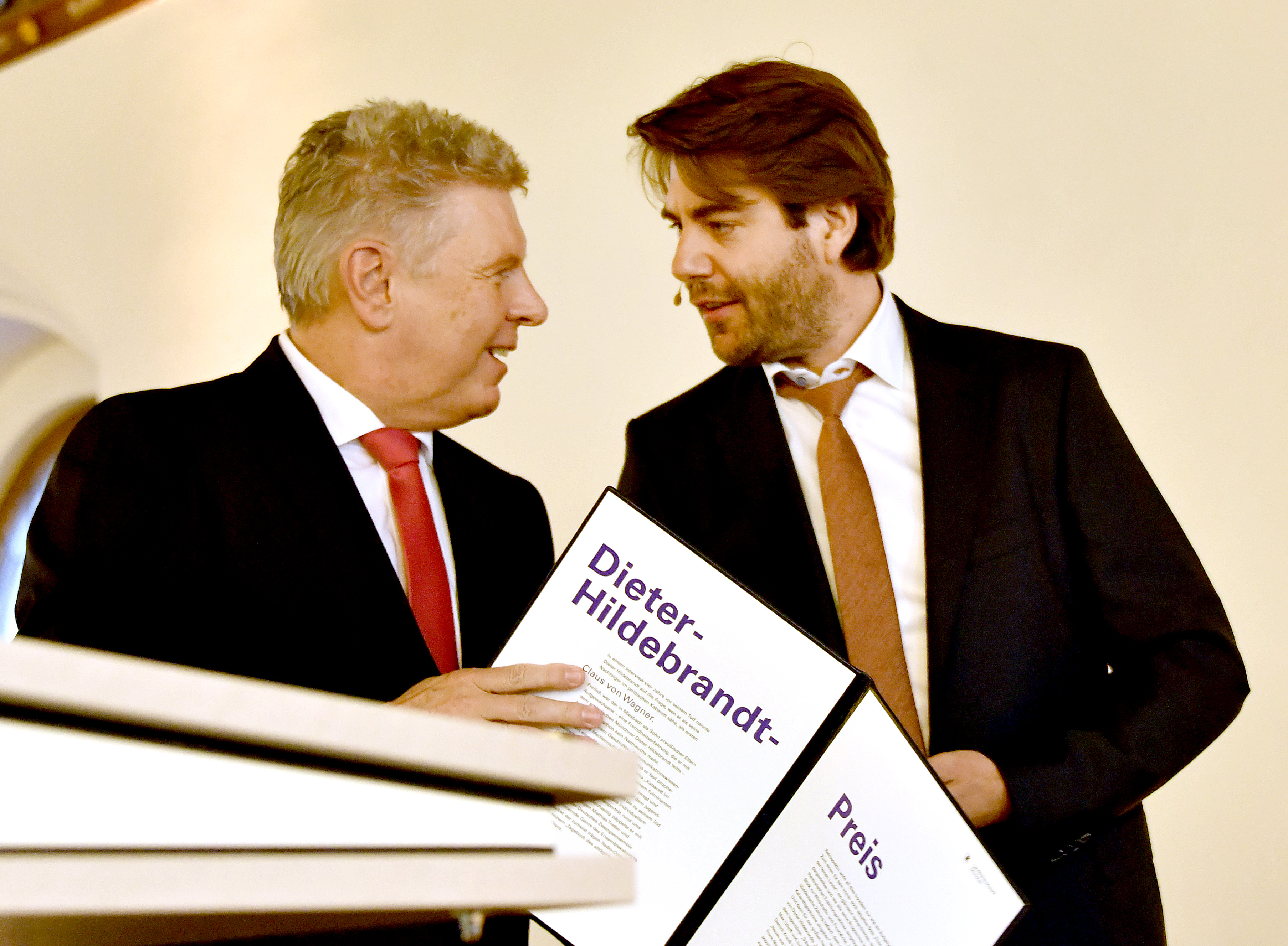
Claus von Wagner (rechts) erhält von Münchens Oberbürgermeister Dieter Reiter den Dieter-Hildebrandt-Preis 2016

Claus Joachim von Wagner (* 28. November 1977 in München) ist ein deutscher Kabarettist.

## Leben
Claus von Wagner ist im oberbayerischen Miesbach als Sohn norddeutscher Eltern (Vater Rechtsanwalt, Mutter Hausfrau) aufgewachsen. Nach dem Abitur nahm er an der Ludwig-Maximilians-Universität München ein Magisterstudium mit den Fächern Kommunikationswissenschaften, Neuere und Neueste Geschichte und Medienrecht auf, das er 2003 mit dem akademischen Grad Magister artium abschloss; das Thema seiner Magisterarbeit lautete: Politisches Kabarett im deutschen Fernsehen. Zwischen Gesellschaftskritik und Eigenwerbung. Eine Expertenbefragung. Vor und während des Studiums entstand 1997 das erste Kabarettprogramm: Warten auf Majola. Parallel zur Sololaufbahn war er von 2004 bis 2014 Ensemblemitglied beim Ersten Deutschen Zwangsensemble. Das Trio bestand aus Claus von Wagner und seinen Kollegen Mathias Tretter und Philipp Weber.
Von Wagner ist seit März 2012 Teil der heute-show. Seit Februar 2014 ist er neben Max Uthoff als Gastgeber der Kabarettsendung Die Anstalt im ZDF zu sehen.
Claus von Wagner lebt in München und ist mit der Münchener Stadträtin Julia Schmitt-Thiel (SPD) liiert, mit welcher er eine gemeinsame Tochter hat.

## Kabarettprogramme

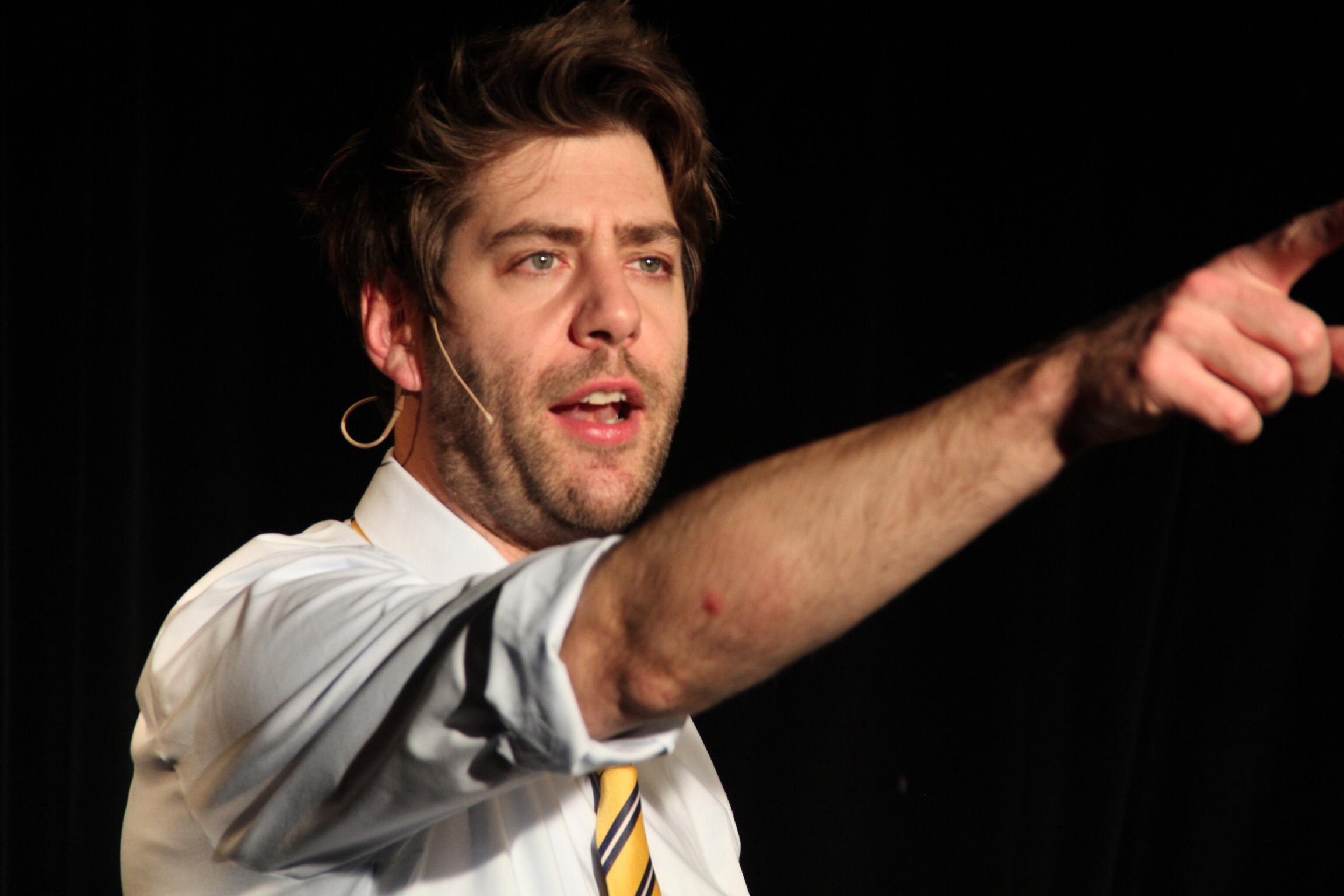
Claus von Wagner 2013 in Ludwigsburg

- 1997/98 entstand sein erstes Kabarettprogramm Warten auf Majola.
- 2002 folgte die Premiere des neuen Stückes Der Rest ist Schweigen…Eine Zwischenbilanz.
- 2004 entstand das Ensembleprogramm Mach 3! des Ersten Deutschen Zwangsensembles.
- Im März 2006 hatte sein Soloprogramm Im Feld Premiere in der Münchner Lach- und Schießgesellschaft.
- Von März 2009 an spielte Claus von Wagner sein Soloprogramm 3 Sekunden Gegenwart.
- Von 2009 bis 2014 spielte er mit dem Ersten Deutschen Zwangsensemble das Programm Die letzte Tour.
- Am 3. April 2012 feierte der Künstler Premiere mit Theorie der feinen Menschen.
- Ab November 2024 geht er mit Projekt Equilibrium auf Tour.[5]

## Auszeichnungen
- 2001: Münchner Nachwuchswettbewerb Kabarett
- 2002: St. Ingberter Pfanne – Jury- & Publikumspreis
- 2002: Oberbayerischer Förderpreis Kabarett
- 2002: Kabarett Kaktus – 1. Preisträger
- 2003: Passauer Scharfrichterbeil – Vize-Förderpreis
- 2003: Hallertauer Kleinkunstpreis – Vizepreisträger
- 2004: Obernburger Mühlstein – Jury- & Publikumspreis
- 2005: Fohlen von Niedersachsen
- 2005: Paulaner Solo – Vizepreisträger
- 2006: Gautinger Theaterpreis
- 2006: Deutscher Kabarettpreis – Förderpreis
- 2006: Mindener Stichling – Sonderpreis mit dem Ersten Deutschen Zwangsensemble
- 2007: Bayerischer Kabarettpreis in der Sparte Senkrechtstarter
- 2007: Salzburger Stier – Deutscher Preisträger mit dem Ersten Deutschen Zwangsensemble
- 2008: Lachmesse-Preis Leipziger Löwenzahn mit dem Ersten Deutschen Zwangsensemble
- 2009: Zeck-Kabarettpreis – Newcomerpreis Fresh Zeck
- 2010: Deutscher Kleinkunstpreis in der Sparte Kabarett mit dem Ersten Deutschen Zwangsensemble
- 2012: Stern des Jahres der Münchner Abendzeitung in der Sparte Kabarett
- 2012: Deutscher Comedypreis in der Kategorie Beste Comedy-Show als Ensemblemitglied der heute-Show
- 2014: Deutscher Fernsehpreis in der Kategorie Beste Comedy-Show als Ensemblemitglied der heute-Show
- 2014: Zeck-Kabarettpreis – Hauptpreis ZECK
- 2015: Grimme-Preis für Die Anstalt in der Kategorie Unterhaltung (gemeinsam mit Max Uthoff und Dietrich Krauß)
- 2015: Marler Medienpreis für Menschenrechte Sonderpreis für Die Anstalt (gemeinsam mit Max Uthoff, Dietrich Krauß und Frank Hof)[6]
- 2016: Deutscher Fernsehpreis für Die Anstalt in der Kategorie Beste Comedy/Kabarett (gemeinsam mit Max Uthoff, Dietrich Krauß und Stephan Denzer)[7]
- 2016: Dieter-Hildebrandt-Preis der Stadt München[8]
- 2016: Kleinkunstpreis der Stadt Aschersleben für Die Anstalt (gemeinsam mit Max Uthoff, Dietrich Krauß und dem Produktionsteam des ZDF)[9]
- 2017: UmweltMedienpreis der Deutschen Umwelthilfe für Die Anstalt (gemeinsam mit Max Uthoff und Dietrich Krauß)[10]
- 2021: Bayerischer Fernsehpreis[11] für Die Anstalt (gemeinsam mit Max Uthoff)
- 2025: Bayerischer Kabarettpreis (Hauptpreis)[12]

## Veröffentlichungen
- Der Rest ist Schweigen… Eine Zwischenbilanz. CD. WortArt, 2006, ISBN 3-86604-255-8.
- Im Feld. CD. WortArt, 2007, ISBN 978-3-86604-489-0.
- Drei Sekunden Gegenwart. CD. WortArt, 2010, ISBN 978-3-8371-0258-1.
- Mach 3! mit dem Ersten Deutschen Zwangsensemble. DVD. EinLächeln, 2010, ISBN 978-3-938625-80-4.
- Die letzte Tour. mit dem Ersten Deutschen Zwangsensemble. DVD. WortArt, 2011, ISBN 978-3-941082-43-4.
- Theorie der feinen Menschen. CD. WortArt, 2013, ISBN 978-3-8371-2540-5.
- Theorie der feinen Menschen. DVD. WortArt, 2014, ISBN 978-3-941082-70-0.

## Fernsehen
- Scheibenwischer mit Bruno Jonas, Mathias Richling und Richard Rogler, ARD
- Mitternachtsspitzen, WDR
- Ottis Schlachthof, BR
- Des Wahnsinns kesse Leute mit Dieter Hallervorden, MDR-RBB
- Auffahrt Nockherberg mit Bruno Jonas, BR
- Ultimo – satirischer Monatsrückblick, N-TV
- Neues aus der Anstalt mit Urban Priol und Georg Schramm, ZDF
- Unter 4 Augen, BR
- Satire Gipfel mit Mathias Richling, ARD
- heute-show mit Oliver Welke, ZDF
- Die Anstalt mit Max Uthoff, ZDF
- Ringlstetter, BR

## Hörfunk
- Das Tagebuch des täglichen Wahnsinns, Bayern 3

## Sonstiges
Am 22. Dezember 2014 sprach Claus von Wagner zusammen mit Max Uthoff auf der Anti-Pegida-Demo in München. Zu Pegida äußerte er auf der Bühne, wenn man das Abendland mit menschenfeindlichen Parolen verteidigen wolle, „was gibt es dann noch zu verteidigen?“
Nach der Ausweitung des russischen Überfalls auf die Ukraine erklärte von Wagner 2022: „Nummern aus 2014 würden wir heute so nicht mehr schreiben“.
Er unterstützt als Mitglied das gemeinnützige Paul Klinger Künstlersozialwerk e.V., das sich für Künstlerinnen und Künstler aller Gewerke einsetzt.